# Myzery
Myzery é um rapper, natural de Nova Iorque. Ele foi um dos primeiros artistas a aparecer com Psychopathic Records, e lançou um álbum intitulado Para La Isla in em 1998.

## Discografia

### Álbuns de estúdio
- 1998 – Para La Isla
- 2015 – Demon/Angel

### Colaborações
- 1997 – Ostasteless
- 1998 – Psychopathic '98 Sampler
- 1998 – Forgotten Freshness Vol. 1-2
- 1999 – Dumpin'
- 1999 – The Juggalo Show
- 1999 – Psychopathics from Outer Space
- 2000 – Cryptic Collection
- 2002 – Hatchet History
- 2005 – Master of the Flying Guillotine
- 2011 – Twin Gatz: The Lost Sessions
- 2012 – 420 After Party
- 2012 – A World Upside Down
- 2013 – Hell n Back